# ボニータスプリングス (フロリダ州)
ボニータスプリングス（Bonita Springs）は、アメリカ合衆国フロリダ州のリー郡にある都市。人口は5万3644人（2020年）。フロリダ半島西岸のリゾートである。

## 歴史
1925年にアトランティック・コースト・ライン鉄道の駅が開業し、鉄道会社が主導して自治体が設立された。「フロリダ不動産ブーム」の波に乗り分譲地の売れ行きは好調だった。しかし、1929年に始まった世界恐慌の影響により不動産市場は停滞期に入った。ボニータスプリングス市は極度の財政難に陥り、1932年に法人を解散することになった。
2度目の不動産ブームは1980年代に発生した。州間高速道路75号線の開通とサウスウェスト・フロリダ国際空港の開業が影響したと言われている。ボニータスプリングスは1999年に再び法人化した。

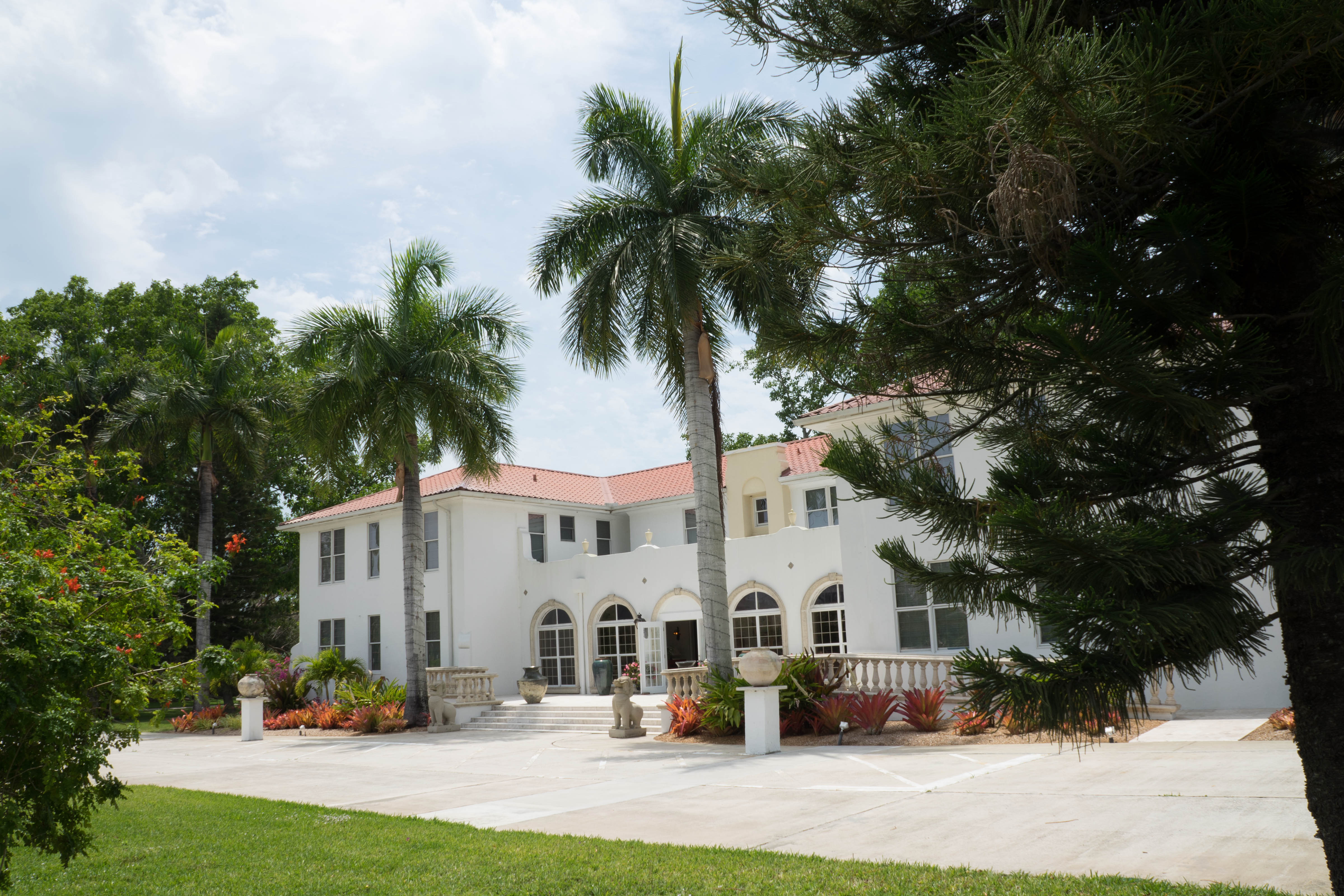
シャングリラ ホテル